# George Montgomery (Szenenbildner)
George Steel Montgomery (* 23. September 1899 ; † 5. März 1951 in Los Angeles) war ein US-amerikanischer Szenenbildner beim Film.

## Leben
George Montgomery wirkte 1939 als Ausstatter von Frank Capras Mr. Smith geht nach Washington erstmals beim Film in Hollywood, wo er bis zu seinem Tod im Jahr 1951 bei Columbia Pictures angestellt war. Er arbeitete unter anderem an Filmen wie The Boogie Man Will Get You (1942) mit Boris Karloff und Mr. Winkle Goes to War (1944) mit Edward G. Robinson. Die meisten der 75 Filmproduktionen, an denen er beteiligt war, hatten jedoch nur geringe Budgets. Dennoch erhielt er 1942 zusammen mit Lionel Banks eine Oscar-Nominierung in der Kategorie Bestes Szenenbild für Das Geheimnis der drei Schwestern. Sie konnten sich letztlich jedoch nicht gegen Richard Day, Nathan Juran und Thomas Little durchsetzen, die den Oscar für John Fords Schlagende Wetter erhielten. Montgomerys Grab befindet sich im Forest Lawn Memorial Park in Glendale.

## Filmografie (Auswahl)
- 1939: Mr. Smith geht nach Washington (Mr. Smith goes to Washington)
- 1941: Das Geheimnis der drei Schwestern (Ladies in Retirement)
- 1942: The Boogie Man Will Get You
- 1943: One Dangerous Night
- 1943: Redhead from Manhattan
- 1943: Appointment in Berlin
- 1944: Mr. Winkle Goes to War
- 1944: Strange Affair
- 1944: Dancing in Manhattan
- 1945: A Guy, a Gal and a Pal
- 1946: Danny Boy
- 1946: Romance of the West
- 1946: Sing While You Dance
- 1947: Little Miss Broadway
- 1947: Bulldog Drummond Strikes Back
- 1948: The Strawberry Roan
- 1949: Blondie’s Big Deal
- 1949: Blondie Hits the Jackpot
- 1950: Diamantenjagd im Urwald (Mark of the Gorilla)
- 1950: Blondie’s Hero
- 1950: When You’re Smiling
- 1951: Fort Savage Raiders
- 1951: Bonanza Town